# Сан Франциско Джайънтс
„Сан Франциско Джайънтс“ с прозвище „Гигантите“ (на английски: San Francisco Giants в превод „Гигантите от Сан Франциско“) са професионален американски бейзболен отбор от Професионалната бейзболна лига.
Играят домакинските си мачове в Сан Франциско, Калифорния в Западната дивизия на Лигата. Основан е през 1883 г., базиран е в Сан Франциско от 1958 г.
Преди да се преместят в Сан Франциско, „Гигантите“ са се състезавали в град Ню Йорк под имената „Ню Йорк Джайънтс“ (1885–1957, „Гигантите от Ню Йорк“) и „Ню Йорк Готамс“ (1883-1885).